# Kanton Latour-de-France
Kanton Latour-de-France (fr. Canton de Latour-de-France) je francouzský kanton v departementu Pyrénées-Orientales v regionu Languedoc-Roussillon. Skládá se z 10 obcí.

## Obce kantonu
- Estagel
- Latour-de-France
- Tautavel
- Montner
- Bélesta
- Cassagnes
- Rasiguères
- Caramany
- Planèzes
- Lansac